# Ludwigslust-Parchim
Ludwigslust-Parchim é um distrito no sudeste de Meclemburgo-Pomerânia Ocidental, Alemanha. A sede do distrito é a cidade Parchim.

## História
O Distrito de Ludwigslust-Parchim foi criado a partir da fusão dos antigos distritos de Ludwigslust e Parchim como parte da reforma governamental local de setembro de 2011. O nome do distrito foi decidido por referendo em 4 de setembro de 2011. O nome do projeto para o distrito foi Südwestmecklenburg.

## Cidades e municípios
| Cidades livres                                                 |
| -------------------------------------------------------------- |
| 1. Boizenburg 2. Hagenow 3. Lübtheen 4. Ludwigslust 5. Parchim |

| Ämter - associações municipais | Ämter - associações municipais | Ämter - associações municipais | Ämter - associações municipais |
| --- | --- | --- | --- |
| - 1. Boizenburg-Land [sede: Boizenburg] 1. Bengerstorf 2. Besitz 3. Brahlstorf 4. Dersenow 5. Gresse 6. Greven 7. Neu Gülze 8. Nostorf 9. Schwanheide 10. Teldau 11. Tessin bei Boizenburg - 2. Crivitz 1. Banzkow 2. Barnin 3. Bülow 4. Cambs 5. Crivitz1, 2 6. Demen 7. Dobin am See 8. Friedrichsruhe 9. Gneven 10. Langen Brütz 11. Leezen 12. Pinnow 13. Plate 14. Raben Steinfeld 15. Sukow 16. Tramm 17. Zapel - 3. Dömitz-Malliß 1. Dömitz1, 2 2. Grebs-Niendorf 3. Karenz 4. Malk Göhren 5. Malliß 6. Neu Kaliß 7. Vielank - 4. Eldenburg Lübz 1. Gallin-Kuppentin 2. Gehlsbach 3. Granzin 4. Kreien 5. Kritzow 6. Lübz1, 2 7. Passow 8. Ruhner Berge 9. Siggelkow 10. Werder | - 5. Goldberg-Mildenitz 1. Dobbertin 2. Goldberg1, 2 3. Mestlin 4. Neu Poserin 5. Techentin 6. Wendisch Waren - 6. Grabow 1. Balow 2. Brunow 3. Dambeck 4. Eldena 5. Gorlosen 6. Grabow1, 2 7. Karstädt 8. Kremmin 9. Milow 10. Möllenbeck 11. Muchow 12. Prislich 13. Zierzow - 7. Hagenow-Land [sede: Hagenow] 1. Alt Zachun 2. Bandenitz 3. Belsch 4. Bobzin 5. Bresegard bei Picher 6. Gammelin 7. Groß Krams 8. Hoort 9. Hülseburg 10. Kirch Jesar 11. Kuhstorf 12. Moraas 13. Pätow-Steegen 14. Picher 15. Pritzier 16. Redefin 17. Strohkirchen 18. Toddin 19. Warlitz | - 8. Ludwigslust-Land [sede: Ludwigslust] 1. Alt Krenzlin 2. Bresegard bei Eldena 3. Göhlen 4. Groß Laasch 5. Lübesse 6. Lüblow 7. Rastow 8. Sülstorf 9. Uelitz 10. Warlow 11. Wöbbelin - 9. Neustadt-Glewe 1. Blievenstorf 2. Brenz 3. Neustadt-Glewe1, 2 - 10. Parchimer Umland [sede: Parchim] 1. Domsühl 2. Groß Godems 3. Karrenzin 4. Lewitzrand 5. Obere Warnow 6. Rom 7. Spornitz 8. Stolpe 9. Ziegendorf 10. Zölkow - 11. Plau am See 1. Barkhagen 2. Ganzlin 3. Plau am See1, 2 | - 12. Sternberger Seenlandschaft 1. Blankenberg 2. Borkow 3. Brüel2 4. Dabel 5. Hohen Pritz 6. Kloster Tempzin 7. Kobrow 8. Kuhlen-Wendorf 9. Mustin 10. Sternberg1, 2 11. Weitendorf 12. Witzin - 13. Stralendorf 1. Dümmer 2. Holthusen 3. Klein Rogahn 4. Pampow 5. Schossin 6. Stralendorf1 7. Warsow 8. Wittenförden 9. Zülow - 14. Wittenburg 1. Wittenburg1, 2 2. Wittendörp - 15. Zarrentin 1. Gallin 2. Kogel 3. Lüttow-Valluhn 4. Vellahn 5. Zarrentin am Schaalsee1, 2 |
| 1 - sede do Amt; 2 - cidade | | | |